# Буркхард V фон Хоенберг
Буркхард V (III) фон Хоенберг (на немски: Burkhard V (III) von Hohenberg; † 14 юли 1253) от линията Цолерн-Хоенберг на швабската фамилия Хоенцолерн е граф на Хоенберг и Хайгерлох.

## Произход
Той е единственият син на граф Буркхард IV фон Цолерн-Хоенберг (II) († 1225) и съпругата му Вилипург фон Айхелберг.

## Фамилия
Буркхард V се жени за наследствената графиня Мехтхилд фон Тюбинген, дъщеря на пфалцграф Рудолф II († 1247) от Пфалцграфство Тюбинген. Те имат децата:
- Гертруда (Анна) (1225 – 1281), омъжена 1245 г. за граф и император Рудолф I Хабсбургски (1218 – 1291)
- Буркхард VI (IV) († 1318) получава земите на майка му около замъците Наголд и Вилдберг, женен пр. 1277 г. за Луитгард фон Тюбинген († 1309)
- Албрехт II (ок. 1235 – 1298), граф на Хоенберг, Хайгерлох, Ротенбург
- Улрих († 1281)
- Матилда († сл. 1283), абатиса на Валд